# Devise olympique

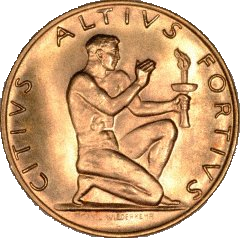
Médaille des Jeux d'hiver de 1948 à Saint-Moritz.

La devise olympique est la devise des Jeux olympiques modernes, composée depuis 2021 des quatre mots latins « Citius, Altius, Fortius – Communiter », dont la traduction officielle est « Plus vite, plus haut, plus fort – ensemble ».
Elle fait partie des symboles olympiques. Elle remplace et complète la devise originelle « Citius, Altius, Fortius », créée par le père Henri Didon et proposée par le baron Pierre de Coubertin à la fondation du Comité international olympique (CIO) en 1894 à la Sorbonne.

## Historique

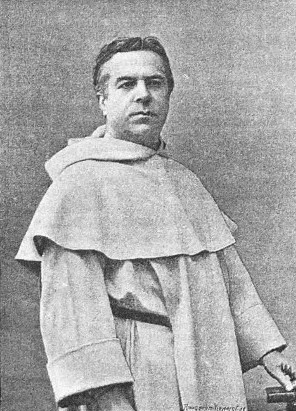
Le père Henri Didon.

La paternité de l'expression originelle est attribuée à Henri Didon, prêtre dominicain,, proviseur du collège Albert-le-Grand d'Arcueil. En effet, le 7 mars 1891, lors d'un championnat de l'AAAG (Association athlétique Albert-le-Grand), il « a d'abord remis aux membres de l'Association un drapeau blanc et noir avec l'écusson du collège brodé au centre, et dans une éloquente allocution il a souhaité que ce drapeau les conduise “souvent à la victoire, à la lutte toujours”. Il a dit qu'il leur donnait pour devise ces trois mots qui sont le fondement et la raison d'être des sports athlétiques : citius, altius, fortius, “plus vite, plus haut, plus fort”. »,
Pierre de Coubertin a fait la rencontre du père Henri Didon à l'occasion de l'organisation conjointe de jeux sportifs entre des adolescents de l'école publique et de l'école religieuse et c'est lors de cet évènement que le discours a été prononcé. Les deux hommes deviennent très amis, le père dominicain devenant conseiller de Coubertin. Il est d'ailleurs présent aux Jeux olympiques d'Athènes en 1896 à la tête d'une délégation de ses élèves où il célèbre la première « messe olympique » de l'histoire devant 4 000 personnes.

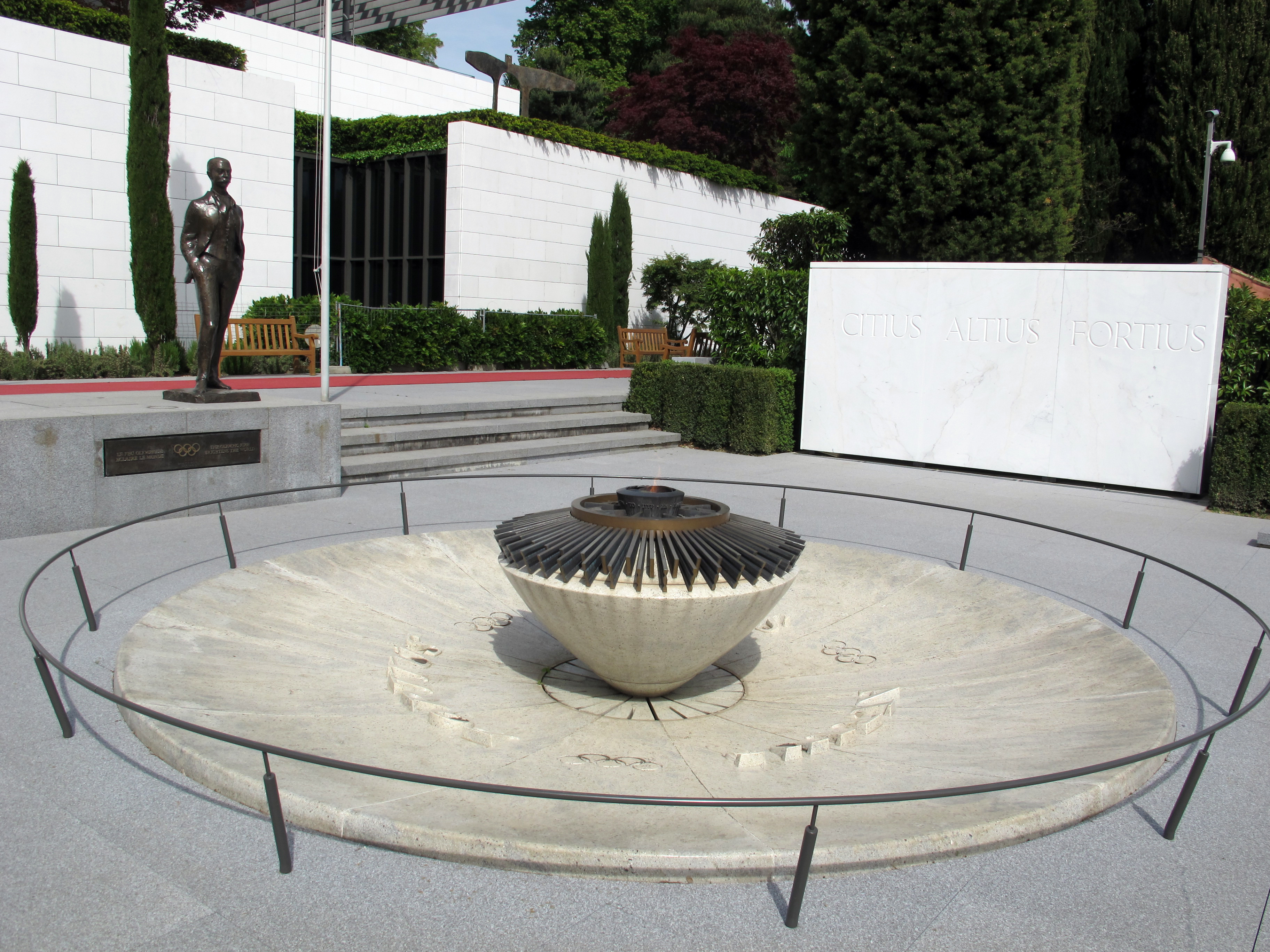
Citius, Altius, Fortius inscrit autour de la flamme olympique au musée olympique de Lausanne.

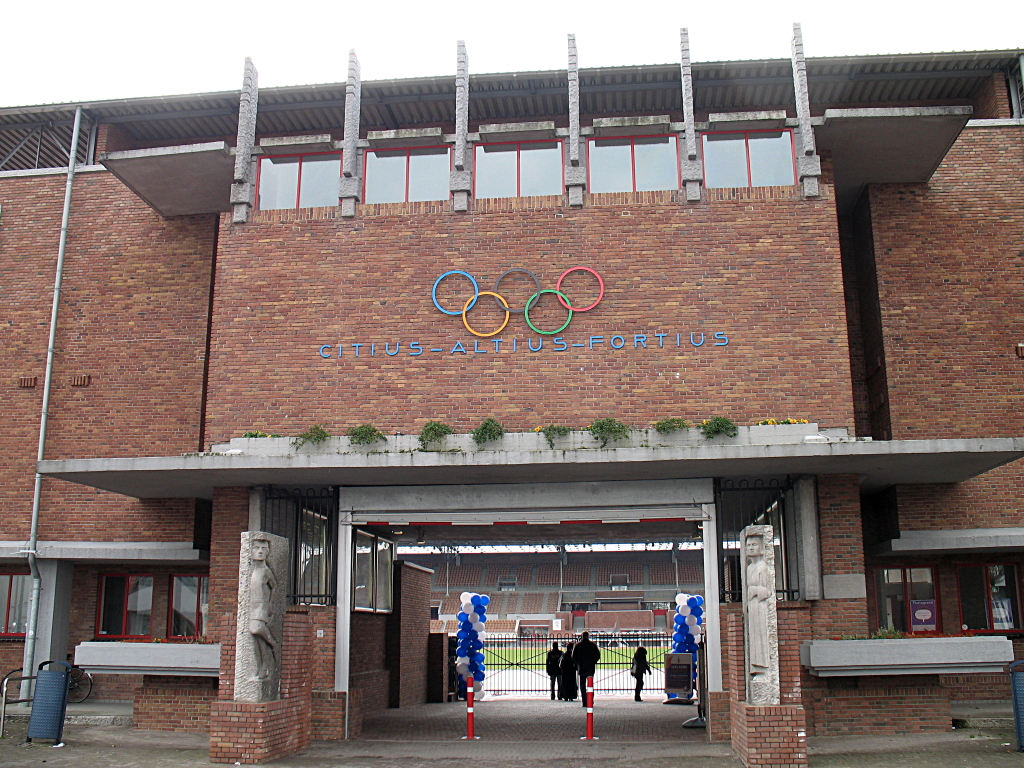
Citius, Altius, Fortius inscrit sous les anneaux olympiques, au fronton du stade olympique d'Amsterdam qui a accueilli les Jeux d'été de 1928.

Fait peu connu, Henri Didon a toutefois associé les mots dans un ordre différent : « Citius, fortius, altius ». L'historien du sport Pierre Lagrue explique que ce prêtre donne à chacun de ces mots un sens spirituel, et altius est à comprendre comme une élévation de l'âme vers Dieu, résultant d'un travail sur l'esprit (symbolisé par citius) et le corps (symbolisé par fortius). Alors que la devise olympique est adoptée dans l'ordre défini par Henri Didon en 1894, Pierre de Coubertin change l'ordre des mots eu égard à la neutralité laïque du sport,, après la mort de son ami.
Ces trois mots, Citius, Altius, Fortius, sont une invitation à donner le meilleur de soi-même et à vivre ce dépassement comme une victoire. Cheminer vers ses limites et tendre vers l'excellence ne veut pas nécessairement dire être le premier, et il faut rapprocher la devise olympique de cette autre phrase : « L'essentiel n'est pas de gagner mais de participer », principe repris à son compte par le baron Pierre de Coubertin à la suite du sermon d'Ethelbert Talbot (en), évêque de l'Église épiscopalienne des États-Unis dans le diocèse de Pennsylvanie (en), lors de la messe olympique des Jeux de Londres en 1908 rappelant en ces termes : « l'important, dans ces olympiades, c'est moins d'y gagner que d'y prendre part ».
En 1992, la devise olympique a donné son titre à Citius, Altius, Fortius  (ISSN 1085-5165), le journal de la Société internationale des historiens olympiques, une association à but non lucratif d'historiens des Jeux olympiques ; ce journal a ensuite été rebaptisé Journal of Olympic History en 1996.
Le 20 juillet 2021, la 138e session du CIO réunie à Tokyo, quelques jours avant l'ouverture dans cette ville des XXXIIe Jeux d'été, approuve une modification de la devise olympique qui devient : « Citius, Altius, Fortius – Communiter ». Sa traduction dans les deux langues officielles du CIO est en français « Plus vite, plus haut, plus fort – ensemble » et en anglais « Faster, Higher, Stronger – Together »,.

## Polémique
La devise originale a été associée au culte de la performance et à la course au dopage, raison pour laquelle le CIO a décidé de rajouter le mot « communiter », issu du terme latin communis signifiant « ensemble » en français. Selon plusieurs latinistes, dont les professeurs italiens Giorgio Piras et Mario De Nonno, le mot « communiter » est mal employé et constitue une erreur sémantique, car le concept d'agir ensemble n'est pas communiqué de façon approprié par « communis » ni par « communiter », ce à quoi De Nonno ajoute la suggestion de plutôt employer « una », signifiant « unis »,.

## Sculptures

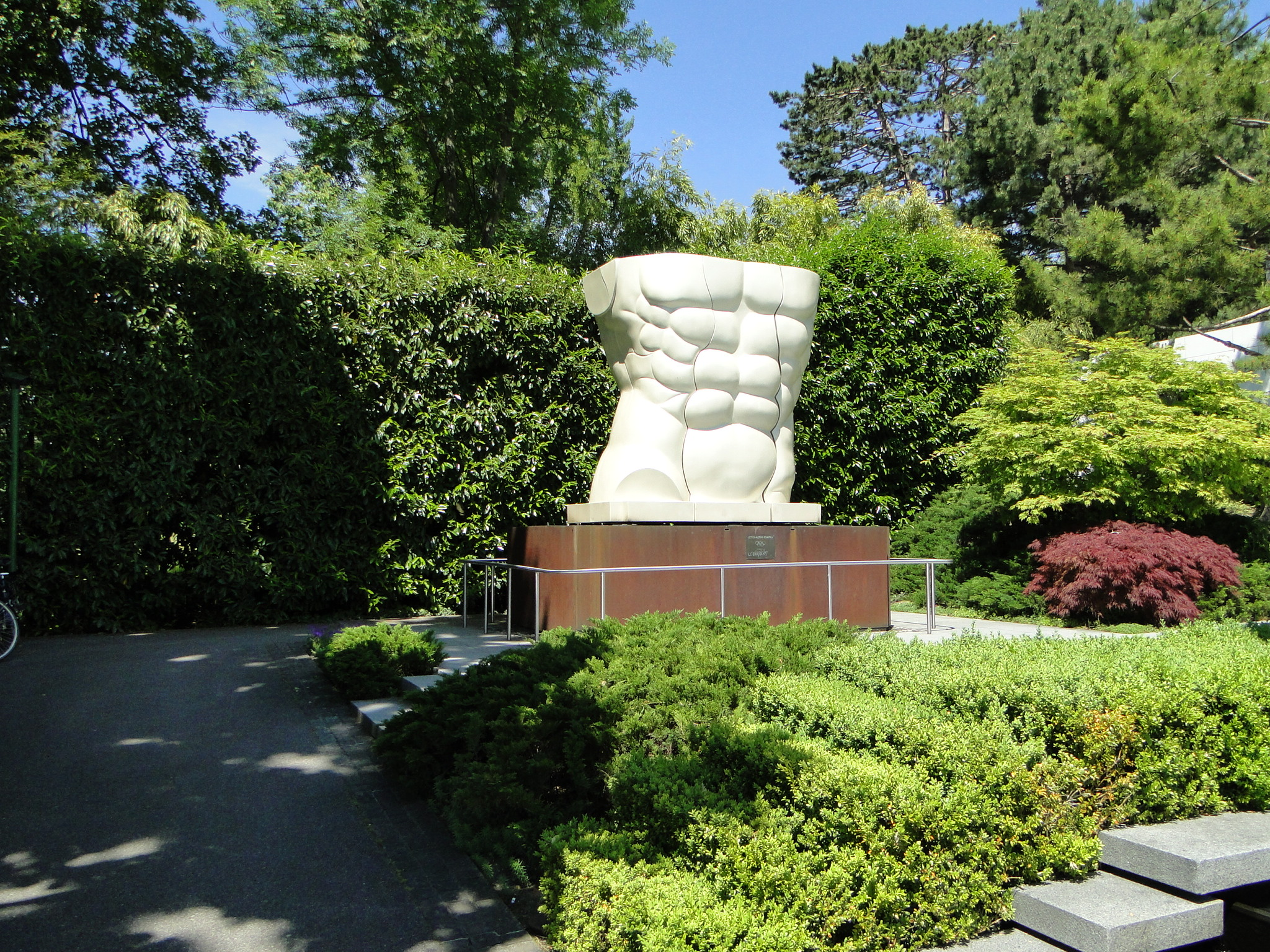
Citius Altius Fortius de Miguel Berrocal au musée olympique de Lausanne.
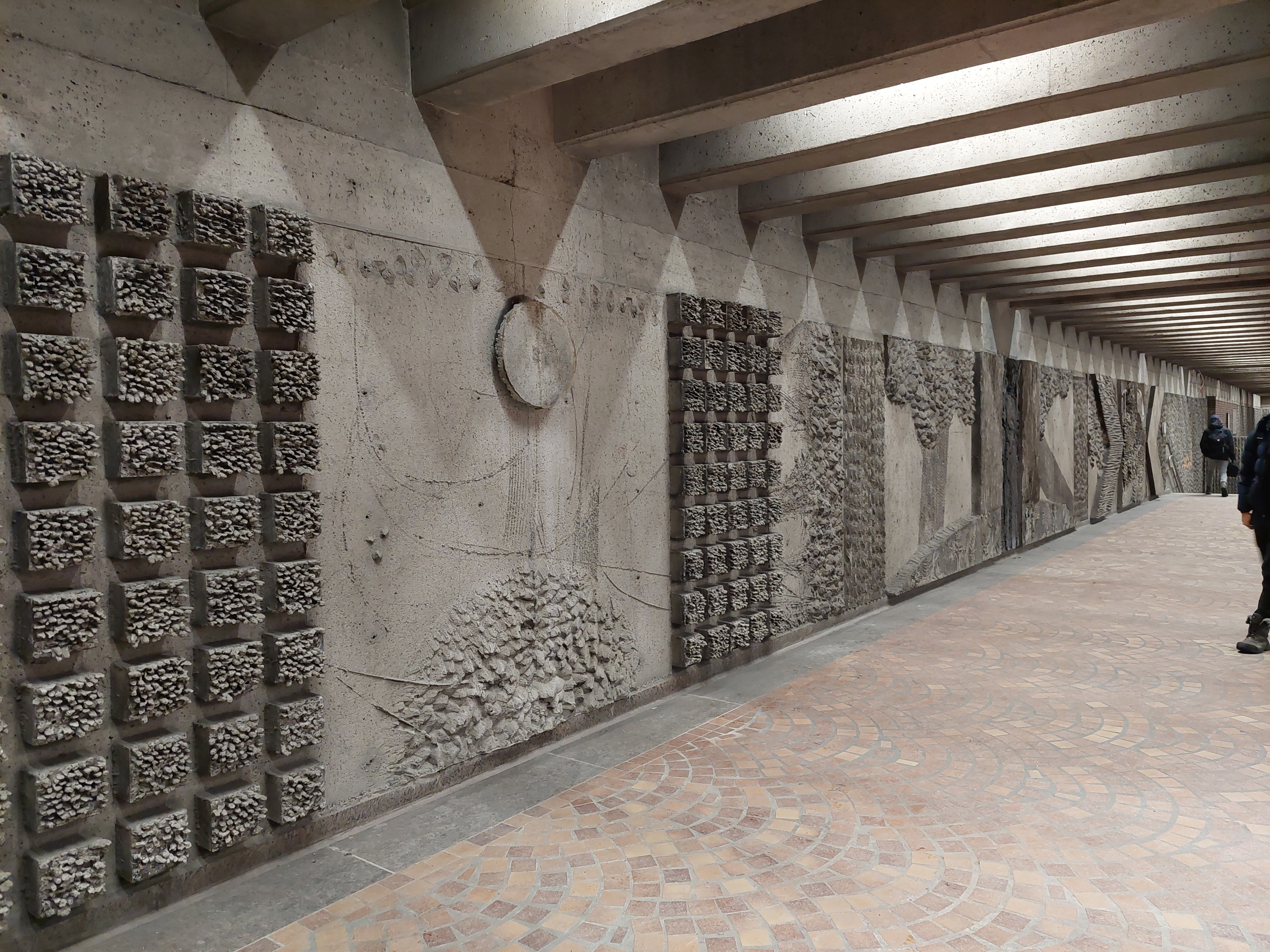
Citius Altius Fortius de Jordi Bonet à la station Pie-IX du métro de Montréal.